# Minette (rose)
'Minette' est une rose ancienne non remontante, hybride de Rosa centifolia, obtenue en France par Vibert en 1819. Elle est très connue dans les pays du Nord car elle est extrêmement résistante aux grands froids (zone de rusticité 3b, soit -37°).

## Description
'Minette' forme des buissons atteignant 1,50 m et plus avec des branches inermes, ou presque, et un feuillage vert clair. Ses fleurs moyennes (10 cm) de 26 à 40 pétales sont rose pâle, les bords étant plus clairs. Elles sont fortement parfumées. 
'Minette' est un cultivar fort résistant aux maladies et peut vivre une cinquantaine d'années.
Cette rose peut être admirée à l'Europa-Rosarium de Sangerhausen. On la rencontre souvent dans les parcs de Saint-Pétersbourg et en Suède.